# Dekanat Bircza
Dekanat Bircza (łac. I. Decanatus Birczanensis, Dioeceseos ritus latini Premisliensis) – dekanat archidiecezji przemyskiej, w archiprezbiteracie przemyskim.

## Historia
W 1784 roku na mocy reform józefińskich rząd zaboru austriackiego zlikwidował dekanat nowomiejski, a w jego miejsce utworzył dekanat dobromilski, w którego skład weszły parafie: Dobromil, Nowe Miasto, Nowosielce, Kalwaria Pacławska, Rybotycze, Leszczawa, Bircza. 
W 1938 roku w skład dekanatu dobromilskiego wchodziły parafie: Bircza, Błozew Górna, Czyszki, Dobromil, Falkenberg, Kalwaria Pacławska, Leszczawa Dolna, Nowe Miasto, Nowosielce Kozickie, Ropienka, Rybotycze, a dziekanem był ks. Józef Budowski. 
Po II wojnie światowej dekanat został podzielony granicą państwową. 21 marca 1947 roku w polskiej części byłego dekanatu dobromilskiego, dekretem bpa Franciszka Bardy utworzono dekanat birczański, w którego skład weszły parafie: Bircza, Leszczawa Dolna, Nowosielce Kozickie, Rybotycze, Kalwaria Pacławska, Sokołów (Falkenberg).
Dziekanami byli m.in.: ks. Stanisław Śliwa (1998–1999), ks. Marian Jagieła (1999–2005), ks. Stanisław Kot (2005-2024).

## Parafie
- Bircza – pw. św. Stanisława Kostki
  - Rudawka – kościół filialny pw. Podwyższenia Krzyża Świętego
- Borownica – pw. Najświętszego Serca Pana Jezusa
  - Jawornik Ruski – kościół filialny pw. św. Apostołów Piotra i Pawła
  - Ulucz – kościół filialny pw. Matki Bożej z Fatimy
- Kuźmina – pw. Matki Boskiej Nieustającej Pomocy
  - Trzcianiec – kościół filialny pw. Dobrego Pasterza
  - Roztoka – kościół filialny pw. św. Apostołów Piotra i Pawła
- Leszczawa Dolna – pw. św. Jana Chrzciciela
  - Leszczawka – kościół filialny pw. Matki Bożej Królowej Polski
- Lipa – pw. Wniebowstąpienia Pańskiego
  - Brzeżawa – kościół filialny pw. św. Michała Archanioła
  - Malawa – kościół filialny pw. Matki Bożej Częstochowskiej
- Olszany – pw. Narodzenia Najświętszej Maryi Panny
  - Brylińce – kościół filialny pw. Najświętszej Maryi Panny
  - Rokszyce – kościół filialny pw. Matki Bożej Anielskiej
- Sufczyna – pw. św. Jadwigi Śląskiej
  - Huta Brzuska – kościół filialny pw. Najświętszej Maryi Panny Królowej Świata